# Ion Minulescu
Ion Minulescu était un écrivain roumain, né le 6 janvier 1881 à Bucarest, et décédé le 11 avril 1944 à Bucarest. Il est connu en tant qu'un des principaux représentants du symbolisme en Roumanie, mais aussi en tant qu'écrivain populaire, ses innovations restant souvent ludiques et ne versant guère dans la poésie hermétique.

## Biographie

### Enfance et adolescence
Ion Minulescu est né le 6 janvier 1881 à Bucarest, au 15 de la rue Covaci. Son père, Tudor Minulescu, commerçant en chaussures, était décédé peu avant, le 28 décembre 1880, à la suite d'un voyage d'affaires à Alexandrie. La famille a cependant pu vivre sur l'héritage conséquent laissé par le père. Sa mère, Alexandrina Ciucă, était originaire de Slatina, où le jeune Ion a passé ses vacances chez ses grands-parents et vécu ses premières années, jusqu'à ce qu'Alexandrina se remarie au capitaine de cavalerie Ion Constantinescu, ce qui entraîna le déménagement de la famille à Bistriţa, puis à Pitești. C'est dans cette ville qu'il a accompli l'essentiel de sa scolarité, jusqu'au lycée, qui est en partie la source de son roman plus ou moins autobiographique Corigent la limba română [Recalé en roumain]. Il fut aussi à l'école primaire le condisciple du peintre Iosif Iser. Durant toute son enfance, son surnom était « Bucu », ce qui renvoie à ses nombreux pseudonymes. En 1897, il publia ses premières poésies, justement sous le pseudonyme I.M. Nirvan, dans la revue de Pitești Povestea Vorbei. Il a continué les années suivantes à publier dans divers journaux : Foaia pentru toți, Carmen, Evenimentul, entre autres.

### Les années de bohème
En 1899 commence une période plus mouvementée : il déménagea à Bucarest à la pension « Brînză și Arghirescu », une sorte de boîte à bac de l'époque, et obtint l'examen convoité. Il s'inscrivit à la faculté de droit de Bucarest puis alla étudier en France de 1900 à 1904. Il délaissa cependant le droit pour fréquenter la bohème littéraire parisienne de l'époque, notamment au café Vachette. Il s'est lié à un groupe d'artistes roumains en exil : Gheorghe Petraşcu, Camil Ressu, Jean Steriadi, Cecilia Cuţescu-Storck, a connu les acteurs Maria Ventura et Tony Bulandra. Il a également beaucoup lu à la même époque les œuvres de Jules Laforgue ou Charles Baudelaire, côté français, d'Alexandru Macedonski côté roumain. Il a fait connaissance avec le peintre Démétrios Galanis, qui l'a présenté à Jean Moréas, qui, avec sa grande moustache noire et son monocle, l'a encouragé à écrire, s'il avait du talent, écrire encore, même s'il ne savait pas bien le français.
En 1904, de retour en Roumanie, il fréquenta le café Kübler, où avaient lieu des débats animés entre les traditionalistes et les modernistes.

### Les débuts de la percée littéraire
Il commença à publier dans le journal d'Ovid Densusianu, Viața nouă, puis surtout dans la revue d'Ilarie Chendi, Viața literară și artistică, où ses poésies, intitulées Celei care minte, présentées comme la traduction d'un papyrus égyptien, connurent le succès. C'est aussi le début de son amitié avec Dimitrie Anghel. Ensemble, ils publièrent et popularisèrent les œuvres de poètes symbolistes français, comme Albert Samain, Charles Guérin ou Henri de Régnier. D'un point de vue thématique, après plusieurs séjours à Constanța, on peut également considérer qu'ils introduisirent dans la littérature roumaine l'orientalisme et les paysages marins.
En 1907, il participa aux samedis littéraires du cénacle de Mihail Dragomirescu, avec Liviu Rebreanu, Mihail Sorbul ou Emil Gârleanu. Une de ses poésies, În orașul cu trei sute de biserici, publiée dans Convorbiri Critici, la revue de Dragomirescu, fit l'objet d'une lettre de félicitations d'un des écrivains roumains considéré comme les plus grands, Ion Luca Caragiale. L'année suivante, le 20 mars, Minulescu lança sa revue littéraire, Revista celorlalți, opposée aux traditionalistes, et dont il rédigea le manifeste Aprindeți torțele! [Allumez les torches!] La revue ne put publier que trois numéros, mais Minulescu intégra l'équipe de la revue Viitorul et 1908 le vit publier ses deux premiers livres : le recueil de poèmes Romanţe pentru mai târziu [Romances pour plus tard] et les nouvelles Casa cu geamuri portocalii [La maison aux vitres orange].

### La rencontre avec Claudia Millian
En 1910, toujours à Viitorul, il fit la connaissance d'une nouvelle collaboratrice de la revue et elle aussi future poétesse symboliste, Claudia Millian, avec laquelle il se maria en 1914. Ensemble ils eurent une fille, Mioara, elle aussi artiste, et vécurent au 15 de la rue Gheorghe Marinescu à Bucarest, dans un appartement qui donnait sur le parc Cotroceni et est devenu, avec ses multiples œuvres d'art (de Victor Brauner par exemple), un lieu de mémoire qui fait actuellement partie du Musée national de la littérature roumaine.

### L'influence de la guerre et la reprise de sa carrière littéraire
Entre 1916 et 1918, Ion Minulescu dut se réfugier à Jassy, où il écrivit dans le journal du front, România, aux côtés d'auteurs comme Octavian Goga ou Mihail Sadoveanu. Cette période inspira en partie son roman Roșu, galben și albastru [Rouge, jaune et bleu], allusion aux couleurs du drapeau de la Roumanie. Il s'agit d'un livre antimilitariste et peu favorable au sentiment nationaliste dans l'ensemble.
Après la Première Guerre Mondiale, il poursuivit sa carrière littéraire, publiant désormais régulièrement des volumes de poésie ou de prose. Il se lança également dans l'art dramatique, et ses pièces furent jouées dès 1921 au Théâtre national de Bucarest.

### La reconnaissance et la consécration
Il fut nommé à des fonctions officielles : directeur général des Arts au sein du ministère des Arts et des Cultes de 1922 à 1940, directeur du Théâtre national de Bucarest de 1926 à 1934. Il dirigea aussi, avec Liviu Rebreanu, la revue Cetiți-mă à partir de 1922. Il a figuré dans la plupart des histoires de la littérature ou panoramas de la littérature contemporaine notables de l'époque. Eugen Lovinescu en 1927 en fit le « porte-drapeau du mouvement symboliste », Nicolae Iorga reconnut en 1924 « son mérité immense et significatif », George Călinescu en 1941 et Șerban Cioculescu en 1942 lui consacrèrent aussi de longs articles. En 1928, il reçut le Prix national de poésie. 

### Le décès dans des circonstances tragiques
Le 4 avril 1944 commencèrent les bombardements anglo-américains de Bucarest, y compris du quartier du palais Cotroceni, dans lequel habitait Ion Minulescu. La famille dut aller s'abriter dans la cour du palais Cotroceni, où se trouvait l'abri antiaérien le plus proche. Les conditions de vie y étaient drastiques et Ion Minulescu n'y a pas résisté bien longtemps. Le 11 avril 1944, Ion Minulescu est décédé d'un arrêt cardiaque que Claudia Millian pensait dû aux suites des bombardements. Il fut enterré au cimetière Bellu.

## Influence et place dans la littérature roumaine
Andreia Roman, le classant parmi les poètes à vocation symboliste, relève sa dualité entre une « intention de bousculer la lyrique traditionnelle » et des « innovations qui ne touchent qu'à l'aspect extérieur, accessible, de l'acte poétique », qui ne constituent « qu'un exercice ludique ». Le critique Nicolae Manolescu indique, dans le même ordre d'idées, que Ion Minulescu est « le premier de nos écrivains qui ne déprécie pas le succès auprès du public ». Il estime néanmoins sa prose « négligeable » et son théâtre « boulevardier ». George Călinescu relève le « faste » et « l'exotisme » de sa poésie, le caractère « inhabituel » de son théâtre ; il est pour lui le « Villon des cafés ».
De fait, si l'écrivain a été reconnu de son vivant déjà, il est rarement considéré comme un auteur de premier plan. Dès ses premières œuvres il a aussi été souvent parodié. Ainsi, Victor Eftimiu (1889-1972) a publié dans la revue humoristique Belgia Orientului [La Belgique de l'Orient] une parodie de Romanțe pentru mai târziu intitulée Romanţa celor trei sarmale [Romance des trois sarmale, ce dernier terme désignant une spécialité culinaire roumaine proche des choux farcis].
Il est intéressant de noter qu'il fut un pionnier dans le domaine de l'enregistrement sonore de sa poésie : Ion Minulescu fut le premier poète roumain à enregistrer ses vers, le 3 octobre 1928 à la faculté des Lettres de Bucarest, l'enregistrement ayant été réalisé par le professeur Hubert Pernot sur des cylindres phonographiques Pathé. L'enregistrement contenant la voix de Minulescu fut finalisé à Paris et diffusé à la radio en 1974.

## Œuvres
- Romanțe pentru mai tărziu, poésies, Bucarest, 1908 ;
- Casa cu geamurile portocalii, nouvelles, Bucarest, 1908 ;
- De vorbă cu mine însumi, poésies, Bucarest, 1913 ;
- Măști de bronz și lampioane de porțelan, nouvelles, Bucarest, 1920 ;
- Pleacă berzele, théâtre, Bucarest, 1921 ;
- Lulu Poppescu, théâtre, Bucarest, 1921 ;
- Roșu, galben si albastru, roman, Bucarest, 1924 ;
- Manechinul sentimental, théâtre, Bucarest, 1926 ;
- Spovedanii, poésies, Bucarest, 1927 ;
- Allegro ma non troppo, théâtre, Bucarest, 1927 ;
- Corigent la limba română, roman, Bucarest, 1928 ;
- Amantul anonim, théâtre, Craiova, 1928 ;
- Strofe pentru toată lumea, poésies, Bucarest, 1930 ;
- Cetiți-le noaptea, nouvelles fantastiques, Bucarest, 1930 ;
- Bărbierul regelui Midas, roman satirique, Bucarest, 1931 ;
- Porumbița fără aripi, théâtre, Bucarest, 1931 ;
- 3 și cu Rezeda 4, roman, Bucarest, 1933 ;
- Nu sînt ce par a fi, poésies, Bucarest, 1936 ;
- Nevasta lui Moș-Zaharia, théâtre, Oradea, 1937 ;
- Ciracul lui Hegesias, théâtre, Bucarest, 1939 ;
- Când doi se ceartă, théâtre, Bucarest, 1940 ;
- Versuri, édition définitive des poésies, Bucarest, 1943 ;
- Cine-i autorul acestui roman senzațional?, prose, Bucarest, 1943 ;
- Scrieri, écrits en deux volumes, Bucarest, 1966 ;
- Bucureștii tinereții mele, anthologie des écrits sur Bucarest de Mioara Minulescu, Bucarest, 1969 ;
- Banchetul meu, poésies, Bucarest, 1971 ;
- Opere, œuvres en quatre volumes établies par Emil Manu, Bucarest, 1974-1983 ;